# Pexopsis aurea
Pexopsis aurea är en tvåvingeart som beskrevs av Sun och Zhao 1993. Pexopsis aurea ingår i släktet Pexopsis och familjen parasitflugor.
Artens utbredningsområde är Shanxi (Kina). Inga underarter finns listade i Catalogue of Life.